# Coupland
Coupland är en ort i civil parish Ewart, i grevskapet Northumberland i England. Orten är belägen 6 km från Wooler. Coupland var en civil parish 1866–1955 när det uppgick i Ewart och Kirknewton. Civil parish hade 216 invånare år 1951.